# Sippy Gill
Sippy Gill (n. el 21 de mayo de 1982 en el distrito de Moga, India) es un actor, cantante y letrista indio.

## Biografía
Sippy Gill aprendió las habilidades musicales de su gurú, Surinder Dhir de Moga, desde 1999. Él ha estado practicando técnicas de canto desde que tenía unos 15 años de edad. Su deporte favorito es el fútbol (soccer).

## Carrera
Sippy Gill se hizo conocer cuando lanzó su primer álbum titulado "Jhumka". Ha trabajado con el productor musical Gurmeet Singh y con músicos como Sukhpal. Su segundo álbum fue lanzado en 2008. Ha ganado altas puntuaciones desde el lanzamiento de su primer álbum de su carrera musical. Trabajó principalmente Tras lanzar su siguiente álbum titulado "Jatt Kuwara". Más adelante lanzó su próximo álbum titulado "Flower". En este álbum contiene canciones que son populares como Rumaal, Chardi Kala, nach-nach, Zindabad Ashiqui, Chandigarh, Jatt Kuwara, Botlan, Kabootri, manía.

## Discografía
| Lanzamiento | Álbum       | Etiqueta | Música Harry Aulakh\|- | 2006 | Jhumka | T-Series | Sukhpal Sukh |
| 2008        | Bachelor    | T-Series | Joy - Atul             |      |        |          |              |
| 2011        | Jatt Kuwara | T-Series | Gurmeet Singh          |      |        |          |              |
| 2012        | Flower      | T-Series | Gurmeet Singh          |      |        |          |              |

## Filmografía
| Lanzamiento | Película                   | Personaje | Notas                                  |
| ----------- | -------------------------- | --------- | -------------------------------------- |
| 2013        | Jatt Boys - Putt Jattan De | Sawal     | Film Debut                             |
| 2013        | Rangroot                   |           | Lead with Gaurav Kakkar, Anita Kailey. |